# 森脇良太
森脇良太（1986年4月6日—），日本足球運動員，現效力日丙球隊愛媛FC，前日本國家足球隊成員。

## 俱乐部生涯
森脇良太毕业于广岛县立吉田高等学校，2004年以2种登录选手的身份加入广岛三箭。2004年6月5日，他在日本联赛盃中广岛三箭主场对阵大阪樱花的比赛首发出场，首次亮相职业联赛。
2005年，森脇良太正式加盟广岛三箭，但在球队担任驹野友一的替补，很难获得出场机会，2006年被租借到爱媛FC。
2008年，森脇良太回归广岛三箭，由于驹野友一转投磐田喜悦，他开始成为球队的主力球员。
2012年，他帮助广岛三箭历史上首次夺得日职联赛冠军。
2013年冬季转会窗从广岛三箭加盟浦和红钻，他跟随球队赢得过亚冠、天皇盃和日本联赛盃的冠军。
京都不死鸟官方宣布，浦和红钻后防老将森脇良太自由转会加盟球队，森脇良太与浦和红钻的合同在本赛季结束后到期，双方没有续约。

## 国家队生涯
2011年年初，森脇良太替补受伤的酒井高德，入选日本国家足球队参加2011年亚洲盃的最终23人名单，但他没有在亚洲盃比赛中出场，随队夺得冠军。2011年6月1日，他在日本0比0战平秘魯的友谊赛中首次代表国家队出场。

## 外部連結
- 森脇良太 – FIFA國際賽競賽紀錄 (存檔)
- Japan National Football Team Database （页面存档备份，存于）
- Soccerway資料庫：森脇良太
- 日本職業足球聯賽中的森脇良太 （日語）
- Profile at Urawa Reds （页面存档备份，存于）
- Yahoo! Sports Profile （页面存档备份，存于）（日語）